# Teorija mreže
Teorija mreže je studija grafova kao reprezencacija bilo simetričnih ili asimetričnih relacija između diskretnih objekata. U informatici i nauci o mrežama, teorija mreža je deo teorije grafova: mreža se može definisati kao graf u kome čvorovi i/ili ivice imaju atribute (e.g. imena).
Teorija mreže nalazi primenu u mnogim disciplinama uključujući statističku fiziku, fiziku elementarnih čestica, informatiku, elektrotehniku, biologiju, ekonomiju, finansije, operaciona istraživanja, klimatologiju i sociologiju. Primene teorije mreža obuhvataju logističke mreže, veb, internet, genske regulatorne mreže, metaboličke mreže, društvene mreže, epistemološke mreše, etc.
Ojlerovo rešenje problema sedam mostova Kalinjingrada se smatra prvim istinskim dokazom u teoriji mreža.

## Optimizacija mreže
Problemi mreže koji obuhvataju nalaženje optimalnog načina izvršavanja zadatka se izučavaju pod nazivom kombinatorna optimizacija. Primeri takvih problema su mreža protoka, problem najkraćeg puta, transportni problem, problem pretovara, lokacijski problem, problem uparivanja, problem dodeljivanja, problem pakovanja, problem usmeravanja, analiza kritičnog puta i PERT (engl. Program Evaluation & Review Technique). Da bi se rešio NP-težak zatak optimizacije mreže, on se razlaže u podzadatke i mreža se deli u relativno nezavisne podmreže.

## Literatura
- S.N. Dorogovtsev and J.F.F. Mendes, Evolution of Networks: from biological networks to the Internet and WWW, Oxford University Press, 2003, {{|isbn|0-19-851590-1}}
- G. Caldarelli, "Scale-Free Networks", Oxford University Press, 2007, {{|isbn|978-0-19-921151-7}}
- A. Barrat, M. Barthelemy, A. Vespignani, "Dynamical Processes on Complex Networks", Cambridge University Press, 2008, {{|isbn|978-0521879507}}
- E. Estrada, "The Structure of Complex Networks: Theory and Applications", Oxford University Press, 2011, {{|isbn|978-0-199-59175-6}}
- K. Soramaki and S. Cook, "Network Theory and Financial Risk", Risk Books. 2016.  978-1782722199. [1]

## Spoljašnje veze
- netwiki Scientific wiki dedicated to network theory
- New Network Theory International Conference on 'New Network Theory'
- Network Workbench: A Large-Scale Network Analysis, Modeling and Visualization Toolkit
- Optimization of the Large Network
- Network analysis of computer networks
- Network analysis of organizational networks
- Network analysis of terrorist networks
- Link Analysis: An Information Science Approach Архивирано на веб-сајту  (5. април 2018) (book)
- Connected: The Power of Six Degrees (documentary)
- Kitsak, M.; Gallos, L. K.; Havlin, S.; Liljeros, F.; Muchnik, L.; Stanley, H. E.; Makes, H.A. (2010). „Influential Spreaders in Networks”. Nature Physics. 6: 888. doi:10.1038/nphys1746. Архивирано из оригинала 20. 09. 2019. г. Приступљено 07. 05. 2018.
- A short course on complex networks Архивирано на веб-сајту  (15. април 2021)
- A course on complex network analysis by Albert-László Barabási
- The Journal of Network Theory in Finance
- Network theory in Operations Research

1. ↑  Kimmo, Soramäki (2016). Network theory and financial risk. Cook, Samantha (Statistician). [London]: Risk Books. ISBN 978-1782722199. OCLC 973733901.